# Teodor II., protupapa
Protupapa Teodor II.,  katolički protupapa 687. godine. 